# Seniorenchor

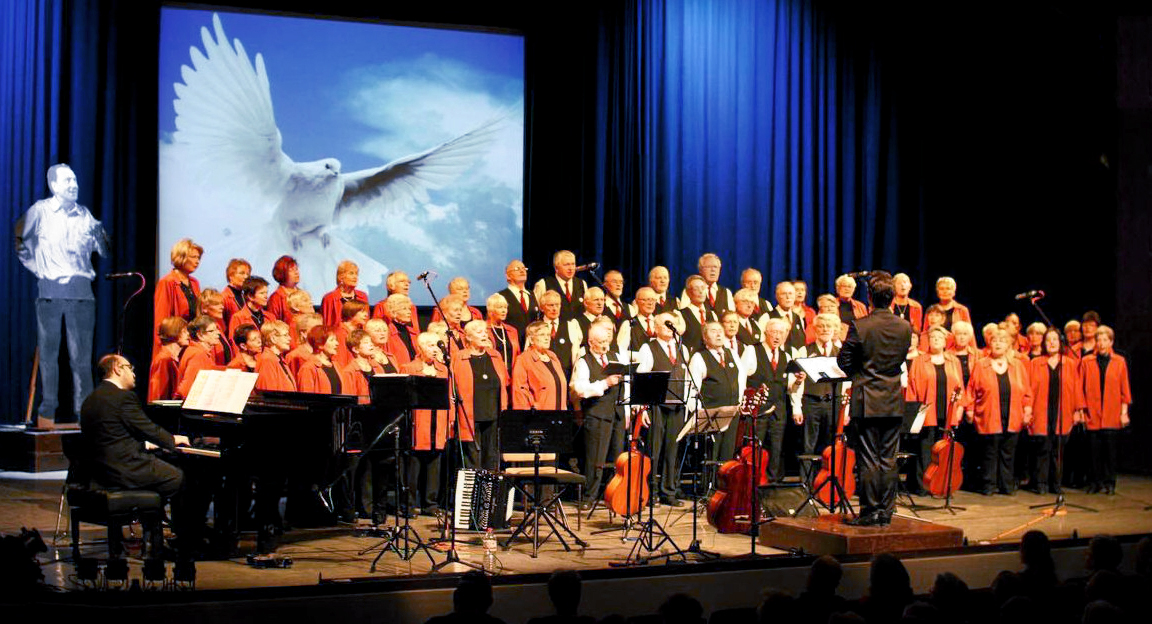
Der Ernst-Busch-Chor Berlin bei seinem traditionellen Januarkonzert 2015. Leitung: Daniel Selke

Ein Seniorenchor ist eine Gesangsformation älterer Menschen („Senioren“), bei der jede Stimme, wie in Chören meist üblich, mehrfach besetzt ist.

## Kennzeichnung
Neben dem Kinderchor und dem Jugendchor ist der Seniorenchor eine weitere Art einer Chorgemeinschaft, bei der das Alter der Chormitglieder kennzeichnend ist. Dabei meint der Begriff Seniorenchor, dass es keine obere Altersbegrenzung gibt, während die Altersuntergrenze unterschiedlich ist und meist zwischen 60 und 50 Jahren liegt. Im Kontext von Chorwettbewerben, die damit beginnen, Seniorenchöre als eigene Kategorie zu führen, hat sich ein Mindestalter von 55 Jahren etabliert. Die meisten Seniorenchöre sind gemischte Chöre mit den Stimmen Sopran, Alt, Tenor und Bass. Vereinzelt gibt es auch Formationen des Frauenchors wie den 1982 gegründeten Seniorenchor der Stadt Bonn und des Männerchors wie den Seniorenchor Spätlese des Philharmonischen Chors Fellbach.
Bei den World Choir Games gibt es in den beiden Leistungsbereichen Open und Champions Competition 2022 gemischte und gleichstimmige Seniorenchöre als Wettbewerbskategorien.

## Entstehung
Die ersten Seniorenchöre entstanden im deutschsprachigen Raum in den 1970er Jahren, wie der Ernst-Busch-Chor Berlin. Ihre Zahl nimmt seither aufgrund der demografischen Entwicklung, angeregt durch Filme wie Young@Heart, Fernsehauftritte wie dem der German Silver Singers 2012 bei RTL oder der Produktion „Rock statt Rente – Das Beste kommt zum Schluss“ bei SAT1 mit Carsten Gerlitz sowie aufgrund der zunehmenden Unterstützung durch deutsche Chorverbände und die Landesmusikräte weiterhin zu. Sie folgen dem Wunsch älterer Menschen weiterhin zu singen oder das Singen im Chor nach dem Ende der Berufsphase erstmals zu beginnen oder wiederaufzugreifen.
Die Gründung von Seniorenchören stellt auch eine Antwort auf die Konflikte zwischen dem Älter-Werden der Chormitglieder und den Leistungsansprüchen mancher Chöre dar. Auch in kirchlichen Gemeinden entstehen Seniorenchöre, um den sangesfreudigen Kirchenmitgliedern im höheren Alter eine passende Form der aktiven Beteiligung zu bieten. Die Internetplattform Singen im Alter verzeichnet über hundertsiebzig Seniorenchöre und gibt Hinweise zu Literatur und geeignetem Notenmaterial. Es finden sich kirchliche und weltliche Chöre, Rock- und Popchöre sowie Chöre für Menschen mit einer Demenzerkrankung.

## Ziele und Ansprüche
Als Ziele der Seniorenchöre werden meist die Freude am Singen, die Gemeinschaft mit Gleichaltrigen und die Pflege der Stimme in den Vordergrund gerückt: „Musizieren gegen das Alleinsein, im Musizieren das schöne Gefühl erleben, sich tragen zu lassen, Beschwerden zu vergessen, Emotionen zu leben sowie Spiritualität und Sinnlichkeit zu erleben sind herausragende Motive für das Musizieren, besonders auch für das Singen im dritten Lebensabschnitt. Vitalität, Widerstandskraft, geistige Gesundheit, Musikalität, auch Selbstbewusstsein sind nachweislich Faktoren, die das Leben im Alter lange lebenswert erhalten“.
Von Seiten der Chorleitung sei es wichtig, eine ausgewogene Arbeitsatmosphäre zu schaffen, überhöhte Leistungsansprüche abzubauen, sich auf das Verarbeitungstempo einzustellen, Repertoirewünsche zu erfragen und die Chormitglieder unabhängig von ihrem musikalischen Leistungsvermögen ernst zu nehmen. Auch die äußeren Rahmenbedingungen bei den Proben (Erreichbarkeit, Ort, Raumakustik) seien zu berücksichtigen.
Dennoch gehört der Auftritt als Höhepunkt der Probenarbeit meist ebenfalls dazu. Das geschieht, wie bei anderen Chören auch, auf unterschiedlichem Niveau und in den dazu passenden Zusammenhängen und geht von der Mitwirkung im Gottesdienst, dem kleinen Auftritt bei lokalen Festlichkeiten bis hin zu großen Konzerten, Rundfunkaufnahmen und Fernsehauftritten. Beispiele für ein hohes Niveau der Auftritte sind der Dresdener Seniorenchor musica74 im Bereich der klassischen Musik und der Chor „Die Goldies“ im Bereich der Rock- und Popmusik.
Unter dem Projektnamen Rollatorenkonzert machte 2008–2010 ein zehnköpfiges Münchener Seniorenensemble anlässlich des Veranstaltungsprojektes „Kunst hören, Musik sehen“ auf kultureller Ebene von sich reden.

## Stimmbildung
Die Pflege der älter werdenden Stimme ist ein wichtiger Bestandteil der Arbeit im Seniorenchor. Durch die regelmäßige Chorarbeit kann einem altersbedingten Nachlassen der Stimme wie Verkleinerung des Stimmumfangs, Nachlassen der Feinstimmung des musculus vocalis, Zittern der Stimme und Kurzatmigkeit entgegengewirkt werden und sie können durch das Repertoire oder eine entsprechende Anpassung in der Chorarbeit musikalisch eingebunden werden. Entsprechende Fachkenntnisse werden in speziellen Fortbildungen im Schnittfeld von Chorleitung, Stimmbildung und Musikgeragogik vermittelt, die ihrerseits medizinische wie gesangspädagogische Erkenntnisse und ihre pädagogisch-didaktische Umsetzung berücksichtigen.

## Repertoire
Das Repertoire der Seniorenchöre umfasst die klassische Chormusik mit Werken aus Barock, Wiener Klassik, Romantik und Neuer Musik, Liedgut der Volksmusik, Liedgut der Arbeiterbewegung sowie Werke aus Folklore, Jazz, Rock- und Popmusik. Gesungen werden a-cappella-Sätze ebenso wie Werke mit Instrumentalbegleitung, Werke der weltlichen wie der kirchlichen Chormusik.
Oft weisen die Namen der Chöre auf ihre musikalische Schwerpunktsetzung hin wie der „Seniorenchor des Konservatoriums Georg Philipp Telemann“ (Magdeburg), der Schweizer Seniorenchor CANZIANO! (Graubünden), die „German Silver Singers“ (Essen), der „Seniorenchor Heaven Can Wait“ (Hamburg), der Seniorenchor der Volkssolidarität Chemnitz, der „Rock-Popchor Loud and Proud“ (München). Manche betonen mit dem Namen provokativ das Alter wie der Berliner Chor „High Fossility – RockPopChor 60+“ mit dem Chorleiter Michael Betzner-Brandt. Eine Anpassung von Chorsätzen an die jeweiligen Besonderheiten der einzelnen Seniorenchöre gehört – unabhängig vom musikalischen Genre – zu den Aufgaben des Chorleiters. Dabei können spezielle Werkausgaben unterstützen. Sie richten sich in Auswahl und durch Großdruck speziell an Seniorenchöre.

## Liste von Seniorenchören (Auswahl)

### Deutschland
- Ernst-Busch-Chor Berlin, Leitung Daniel Selke
- Hermann-Duncker-Seniorenchor Berlin, Leitung Johanna Blumenthal
- Großelternchor Hof, Leitung Robert Eller
- Heaven Can Wait Chor Hamburg, Leitung Jan Christof Scheibe
- High fossility Berlin, Leitung Michael Betzner-Brandt
- Seniorenchor der Stadt Bonn, Leitung Agnes-Dorothee Lang
- Seniorenchor SPÄTlese Köln, Leitung Michael Kokott
- Seniorenchor St. Johannes Gilching, Leitung Mirjam Siegel
- Seniorenchor Loud-and-Proud München, Leitung Sebastian Frank
- Seniorenchor Schleswig, Leitung Christina Selle

Eine Liste von regionalen Seniorenchören in Deutschland führt die Deutsche Gesellschaft für Musikgeragogik.

### Österreich
- Seniorenchor Land um Laa, Leitung Friedrich Wolf
- Wiener Seniorenchor, Leitung Karl-Hans Straßl

### Schweiz
- Bündener Seniorenchor canziano, Graubünden, Leitung Rico Peterelli
- Seniorenchor Luzern, Leitung Heidi Benz

## Filme über Projekte
- Das Lied des Lebens von Irene Langemann (Regie). 2013, TV-Film, D, 92 Min. Zwei Chöre mit Bernhard König in Köln und Stuttgart, Projektname „Alte Stimmen“.
- Young@Heart von Stephen Walker (Regie), UK, 2008. TV-Dokumentation über die Formation Young@Heart, Gründer Bob Cilman, Northampton (Massachusetts; seit 1997 einige Tourneen).